# Orrorin tugenensis
Orrorin tugenensis is een uitgestorven soort van de geslachtengroep Hominini (mensachtigen) gebaseerd op vondsten uit Kenia.

## Vondst en naamgeving
In oktober en november 2000 werden in de Tugen Hills in Kenia door de Kenya Palaeontology Expedition op vier locaties resten gevonden van mensachtigen behorende tot vijf individuen. De resten hebben een ouderdom van zes miljoen jaar. De Keniaanse wetenschapper Kiptalam Cheboi, die tot de onderzoeksgroep van de Community Museums of Kenya behoorde, vond op 25 oktober 2000 de type-exemplaren bij Kapsomin, de herkomst van de meeste fossielen. De groep werd geleid door Martin Pickford die het door toedoen van zijn rivaal Richard Leakey tussen 1984 en 2000 onmogelijk was gemaakt in Kenia opgravingen te verrichten.
In 2001 benoemden en beschreven Brigitte Senut (morfologe uit Frankrijk), Martin Pickford (archeoloog), Dominique Gommery, Pierre Main, Cheboi en Yves Coppens de nieuwe soort  als Orrorin tugenensis. De geslachtsnaam betekent betekent 'eerste mens' of 'oermens' in het Tugen. Het meervoud ervan is orroriek. De naam is meteen een toespeling op het Franse aurore, 'dageraad'. De soortaanduiding verwijst naar de herkomst uit Tugen. Gezien de vondst in 2000, kreeg de soort de bijnaam Millennium Man.

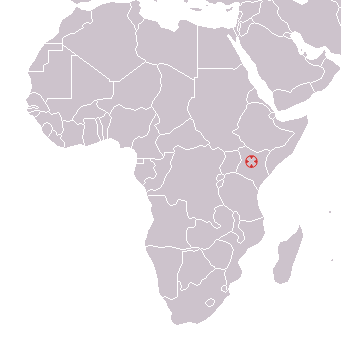
De vindplaats

Het holotype BAR 1000a'00, BAR 1000b'00, bestaat uit twee stukken onderkaak met drie kiezen: respectievelijk een linkeronderkaak met de tweede en derde kies en een rechteronderkaak met de derde kies. 
Daarnaast zijn andere specimina aangewezen als paratypen. Het betreft om te beginnen vijf andere tanden: Samuel Chetalam vond op 11 en 13 november 2000 eerst een bovenste eerste voortand, specimen BAR 1001'00, en een onderste vierde premolaar, specimen BAR 1390'00. Kiptalam Cheboi vond op 16 november 2000 een bovenste rechterhoektand, specimen BAR 1390'00. Op 17 november 2000 vond Evalyne Kiptalam een bovenste derde linkerkies, specimen BAR 1426'00. Jospeh Chebet ontdekte op 23 november een bovenste derde rechterkies, specimen BAR 1900'00. Verder zijn er drie stukken van dijbeenderen: de specimina BAR 1002′00, een linkerdijbeen op 4 november ontdekt door Martin Pickford, BAR 1003′00, een bovenste linkerdijbeen op 5 november gevonden door Dominique Gommery en BAR 1215′00, een rechterdijbeen op 11 november bij Aragai ontdekt door Pickford. Daarnaast is er een stuk rechteropperarmbeen door Brigitte Senut op 5 november gevonden, specimen BAR 1004'00. Het laatste paratype betrof een bovenste vingerkootje bij Kapcheberek op 13 oktober 2000 gevonden door Evalyne Kiptalam, specimen BAR 349'00. Dit is dus de eerste vondst gedaan in 2000. 
De lagen uit de Lukeinoformatie waarin deze vondsten gedaan zijn, verschillen ongeveer driehonderdduizend jaar in ouderdom, tussen 6,0 en 5,7 miljoen jaar. Toegewezen werd een kies, specimen KNM LU 335, die Martin Pickford al in 1974 bij Cheboit opgegraven had en in 1975 beschreven. De vondsten vertegenwoordigen minstens vijf individuen. 

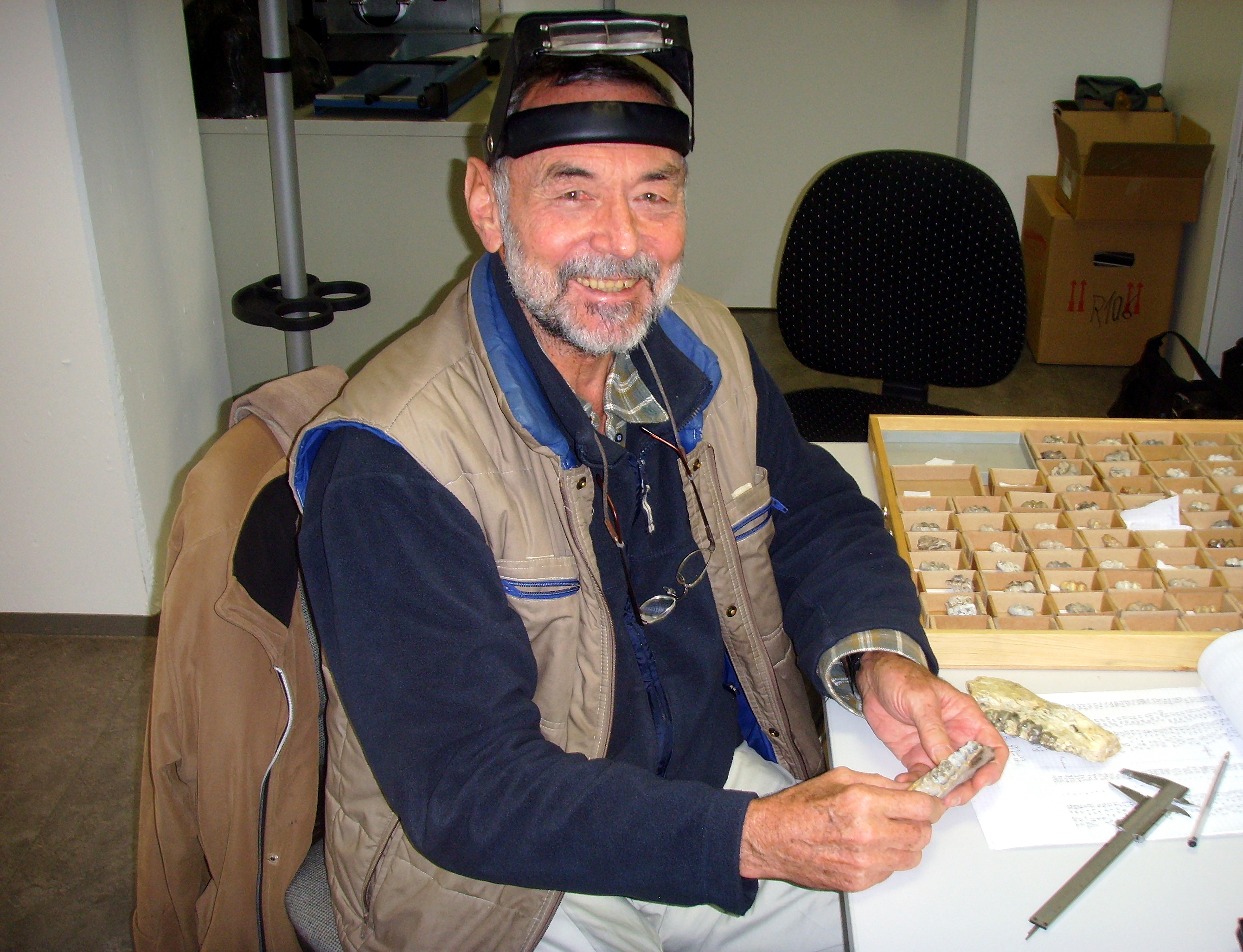
Martin Pickford

De fossielen werden door de Keniase overheid ondergebracht in een museumpje in Kipsaraman. Pickford kreeg geen verdere toegang tot de collectie. In 2009 werd gemeld dat de fossielen ten gevolge van de opheffing van die instelling wegens financiële onregelmatigheden waren overgebracht naar een bankkluis in Nairobi. Daar waren ze in 2008 door andere onderzoekers opnieuw bestudeerd. Later werd een tweede kootje, phalanx distalis, van de duim toegewezen.
In 2003 werd deze soort in het geslacht Praeanthropus geplaatst als een Praeanthropus tugenensis, maar dat is nooit algemeen aanvaard.

## Beschrijving

### Grootte
Het postuur van Orrorin is geschat op dat van een chimpansee, maar hij had relatief langere benen. Hij had sterke bovenarmen en zijn vingerkootjes waren sterk gekromd, wellicht voor het vastgrijpen van takken. In 2016 schatte William Jungers het gewicht op 36,3 kilogram.

### Onderscheidende kenmerken

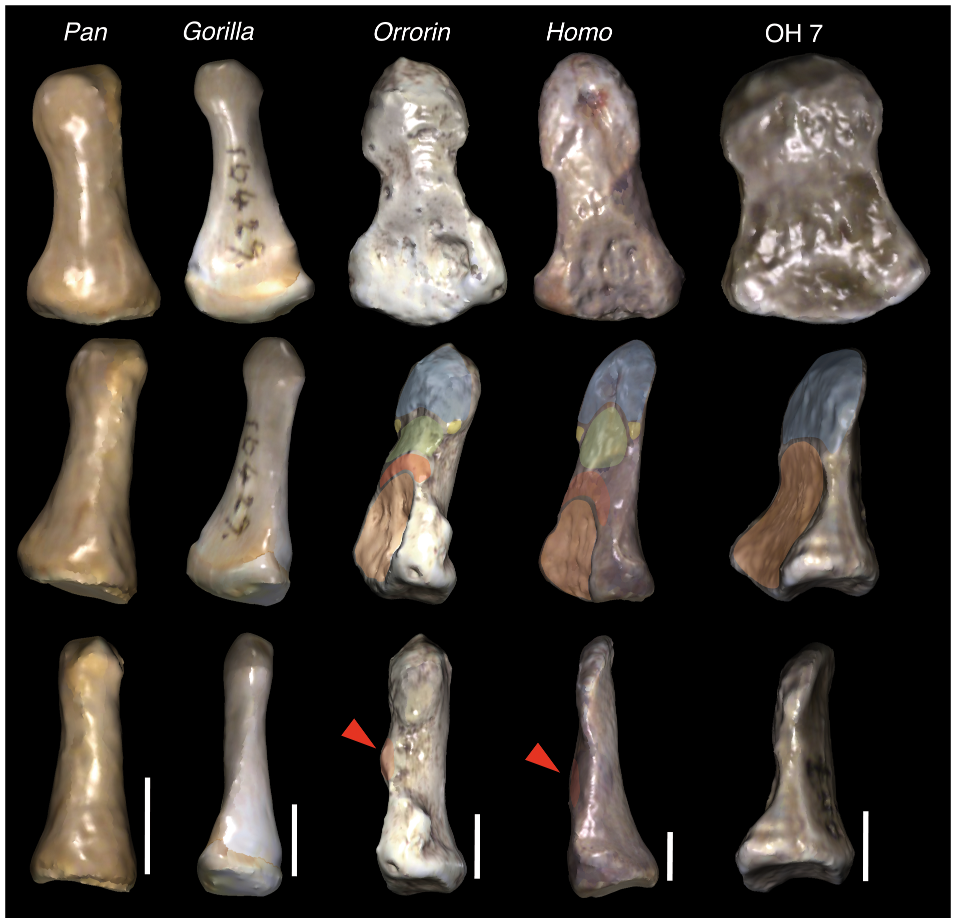
In de derde kolom het uiterste duimkootje van Orrorin

In 2001 werden verschillende onderscheidende kenmerken vastgesteld. De tanden onder de positie van het jukbeen zijn kleiner dan die van Australopithecinae. De bovenste eerste voortand is groot en niet schepvormig, voorzien van dik tandemail. De bovenste hoektand is kort met een ondiepe en smalle verticale groeve aan de zijde van de tweede voortand terwijl het spits laag is. De bovenste derde kiezen zijn klein en driehoekig. De onderkaak is relatief hoog onder de derde kies. De onderste vierde premolaar heeft afstaande wortels en een schuin geplaatste tandkroon. De onderste tweede en derde kiezen zijn klein met een rechthoekig profiel als bij Homo. De onderste premolaren en kiezen hebben dik tandemail. De inkeping in het frenum buccale, de zone tussen de tandkassen en de buitenste weefsels, is goed ontwikkeld wat de mond een tweelobbig profiel geeft. De kiezen hebben geen cingulum, een verdikkende rand rond de basis. Het dijbeen heeft een ronde kop die naar voren gedraaid is, een nek die langwerpig is met een ovale dwarsdoorsnede, een trochanter minor die naar binnen uitspringt en sterke aanhechtingsvlakken heeft voor spieren, en een diepe groeve bij de trochanter major voor de pees van de musculus obturator externus. Het opperarmbeen heeft een verticale kam voor de musculus brachioradialis. De eerste vingerkootjes zijn gekromd. De tanden zijn klein in proportie tot het lichaam als geheel.
In het bijzonder werd nog aangegeven dat de tanden onder het jukbeen niet alleen kleiner zijn dan bij het geslacht Australopithecus maar ook smaller in het verlengde van de tandenrij. De tanden verschillen van die van Ardipithecus door een dikker glazuur. De groeve in de bovenste hoektand verschilt van de bouw bij beide geslachten. Het dijbeen is menselijker gebouwd dan bij australopitheken.

### Skelet

#### Schedel
De tanden zijn relatief klein. De kiezen leken op die van de mens, klein en plat met een matig dikke laag glazuur, terwijl de voortanden juist meer op die van de chimpansee leken. De eerste voortand is robuust en breed in vooraanzicht maar kleiner dan bij australopitheken. Deze tand komt in grootte overeen met hetzelfde element bij Ardipithecus ramidus. De lipzijde ervan staat bijna verticaal en is licht bol over de breedte gemeten. De dwarsdoorsnede van de basis is bijna rond. De tongzijde is vlak en helt verticaal sterk als bij chimpansees. Deze zijde heeft geen verticale groeven, anders dan bij Australopithecus afarensis.
De bovenste hoektanden hebben de basale vorm van mensapen, driehoekig in buitenaanzicht en puntig zonder 'schouders', maar zijn relatief klein zoals bij vormen uit het Mioceen of wijfjes van chimpansees. Ook de verticale groeve komt bij Miocene of moderne basale mensapen vaak voor. De basis is in buitenaanzicht niet smal en heeft wel een zekere zwelling maar geen echt cingulum. Er zijn geen richels aan de tongzijde. De lipzijde toont groeiringen. Een honing complex, het aanscherpen van de tanden door het aanschuren tegen de premolaren, ontbreekt. Ze hebben een lengtegroeve op de, mesiale, binnenrand.
De kiezen zijn kleiner en smaller dan die van de Australopithecus-soorten. Het email is dikker dan dat van Ardipithecus. Ook de meer naar buiten liggende tanden zijn microdont. De derde bovenste kies is trapeziumvormig, bijna driehoekig op het kauwvlak bezien met een kleine metacone knobbel en een grote protocone knobbel. De trapeziumvorm is niet zo sterk als bij A. afarensis. De tandkroon van deze kies is laag en de uithollingen erop klein. De distale uitholling, dus aan de zijde die van de tweede kies gekeerd is, ligt in de buitenhoek van de kroon, anders dan bij australopitheken. Een ander verschil net die groep is het slechts matig gerimpeld zijn van het kauwvlak. De tandwortels van deze kies zijn lang.
De onderste vierde premolaar is eirond op het kauwvlak bezien. Van buiten bezien is deze tand smal. hij heeft twee wortels. De distale uitholling van het kauwvlak is groot als bij basale mensapen. Het protoconide is hoger dan het metaconide en heeft een puntige spits waarvan twee richels uitlopen, een naar de tongzijde en de ander distaal.
Bij een onderste kies is een dikte van het glazuur van 3,1 millimeter waarneembaar. Dat is vergelijkbaar met andere mensachtigen, behalve Ardipithecus bij wie het dunner is. De tweede onderste kies is op het kauwvlak bezien een rechthoek met afgeronde hoeken, waarbij de lange zijde in het verlengde ligt van de tandenrij. De knobbels zijn laag en bunodont: plat en afgerond in zijaanzicht. Bij de derde kies zijn de knobbels aan de tongzijde hoger en puntiger dan aan de lipzijde. De tongzijde van de kroon is verticaal, zonder cingulum. Bij het stuk gevonden rechteronderkaak is het hoofdlichaam onder deze kies 35,5 millimeter hoog.

#### Postcrania
Het dijbeen lijkt aanpassingen te hebben aan een tweevoetige gang. De kop is bolvormig en onder een hoek van 120 tot 130° matig schuin naar voren en binnen gedraaid, minder dan bij Lucy, het befaamde exemplaar van A. afarensis. De kop is relatief kleiner dan bij de moderne mens maar proportioneel groter dan die van Lucy. Op de kop is de fovea capitis, een ovale uitholling, duidelijk gevormd maar slechts matig breed. De nek van het dijbeen is langwerpig met een ovale dwarsdoorsnede door een sterke afplatting van voor naar achter. Het bewaarde bovenste gedeelte van de schacht is van voor naar achter afgeplat, van voren bol en van achteren hol. De trochanter minor is naar binnen uitstekend en groot van omvang. Tussen de trochanter minor en de trochanter major ligt een groeve die uit de kleine en matig diepe fossa trochanterica (fossa digitalis) naar een zone precies boven de trochanter minor loopt. Deze groeve is wel gezien als een aanwijzing voor het op de achterpoten lopen. Onder de trochanter major loopt een kam voor de aanhechting van de musculus vastus lateralis. Nog verder naar onder ligt een verheffing voor de bilspier, de tuberositas glutea, over een lengte van zesenveertig millimeter. Daaruit ontspruit een richel die samenvloeit met de als een lage verruwing van de trochanter minor naar beneden lopende korte linea pectinea tot een lage en brede linea aspera, negen millimeter wijd. Net onder de verheffing ligt en groeve als aanhechting van de Musculus gluteus maximus. Dit kenmerk wordt gedeeld met de moderne mens en Ardipithecus maar komt ook voor bij mensapen uit het Mioceen.
Het opperarmbeen heeft op de buitenzijde een rechte kam voor de musculus brachioradialis. Dat kenmerk wordt gedeeld met chimpansees en A. afarensis en wordt gezien als een aanpassing aan het klimmen. Ook de kromming van het vingerkootjes kan die functie hebben. In 2001 werd geconcludeerd dat Orrorin nog een goed vermogen had om zich in de bomen te begeven.

## Controverse over de evolutionaire positie

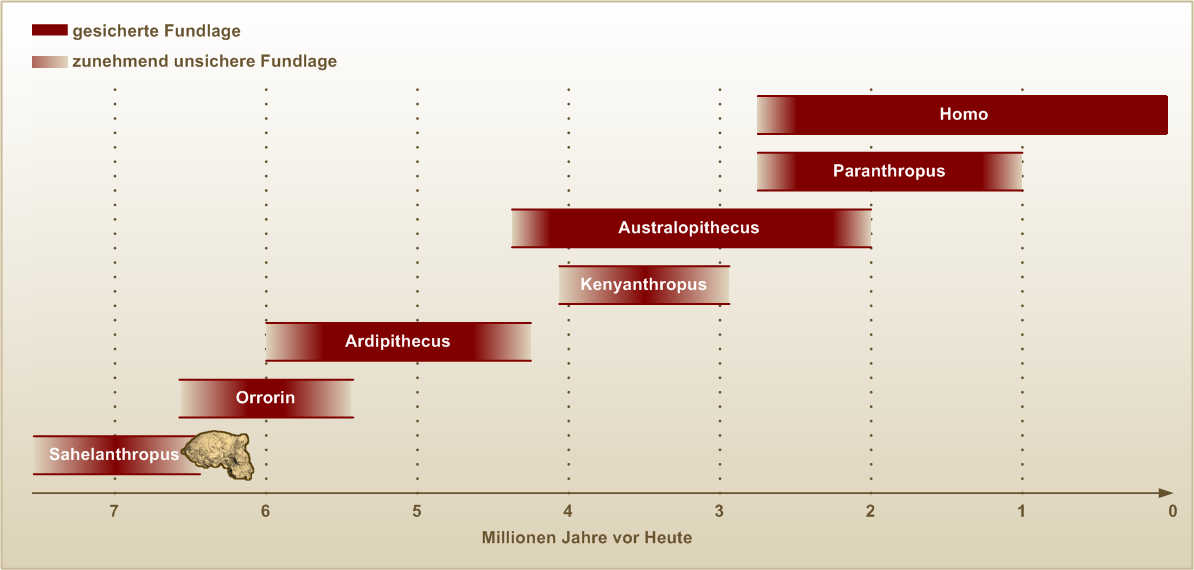
De ouderdom van de verschillende vondsten